# Piero Gros
Piero Gros (* 30. Oktober 1954 in Sauze d’Oulx) ist ein ehemaliger italienischer Skirennläufer.

## Biografie
Er gewann in seiner Karriere 12 Weltcup-Rennen (7 Siege im Riesenslalom, 5 Siege im Slalom) und wurde 1973/74 Gesamtweltcupsieger. Seine ersten beiden Siege im Dezember 1972, im Riesenslalom von Val d’Isère und im Slalom von Madonna di Campiglio, errang er mit den hohen Start-Nummern 45 und 42. Damit ist er auch (Stand 1. Januar 2017) der jüngste Alpin-Weltcupsieger bei den Herren. Bei den Olympischen Winterspielen 1976 in Innsbruck gewann er Gold im Slalom. Bei den Weltmeisterschaften 1974 in St. Moritz wurde er Dritter im Riesenslalom. Vier Jahre später erreichte er bei den Weltmeisterschaften in Garmisch-Partenkirchen im Slalom den zweiten Platz. Von 1974 bis 1982 gewann er insgesamt zehn Italienische Meistertitel.
Piero Gros war in die Organisation der Olympischen Winterspiele 2006 in Turin eingebunden. Er organisierte das Volunteer-Programm mit rund 20.000 freiwilligen Helfern. Auch war er von 1985 bis 1990 Bürgermeister seines Heimatortes Sauze d’Oulx.

## Erfolge

### Olympische Spiele
(zählten zugleich als Weltmeisterschaften)
- Innsbruck 1976: 1. Slalom

### Weltmeisterschaften
- St. Moritz 1974: 3. Riesenslalom
- Garmisch-Partenkirchen 1978: 2. Slalom, 13. Riesenslalom
- Schladming 1982: 6. Slalom

### Weltcupwertungen
Piero Gros gewann in der Saison 1973/74 den Gesamtweltcup sowie die Disziplinenwertung im Riesenslalom.
| Saison  | Gesamt | Gesamt | Riesenslalom | Riesenslalom | Slalom | Slalom | Kombination | Kombination |
| Saison  | Platz  | Punkte | Platz        | Punkte       | Platz  | Punkte | Platz       | Punkte      |
| ------- | ------ | ------ | ------------ | ------------ | ------ | ------ | ----------- | ----------- |
| 1972/73 | 10.    | 91     | 4.           | 55           | 6.     | 36     | –           | –           |
| 1973/74 | 1.     | 181    | 1.           | 110          | 4.     | 61     | –           | –           |
| 1974/75 | 4.     | 196    | 2.           | 106          | 3.     | 90     | –           | –           |
| 1975/76 | 2.     | 205    | 3.           | 78           | 2.     | 85     | 6.          | 20          |
| 1976/77 | 4.     | 165    | 5.           | 70           | 4.     | 76     | –           | –           |
| 1977/78 | 8.     | 60     | 9.           | 23           | 4.     | 47     | –           | –           |
| 1978/79 | 4.     | 152    | 6.           | 74           | 7.     | 71     | –           | –           |
| 1979/80 | 29.    | 40     | 24.          | 10           | 18.    | 18     | 11.         | 12          |
| 1980/81 | 28.    | 48     | –            | –            | 8.     | 48     | –           | –           |
| 1981/82 | 50.    | 26     | –            | –            | 15.    | 26     | –           | –           |

### Weltcupsiege
Gros errang insgesamt 35 Podestplätze, davon 12 Siege:
| Datum             | Ort                    | Land             | Disziplin    |
| ----------------- | ---------------------- | ---------------- | ------------ |
| 8. Dezember 1972  | Val-d’Isère            | Frankreich       | Riesenslalom |
| 17. Dezember 1972 | Madonna di Campiglio   | Italien          | Slalom       |
| 17. Dezember 1973 | Sterzing               | Italien          | Slalom       |
| 7. Januar 1974    | Berchtesgaden          | Deutschland      | Riesenslalom |
| 13. Januar 1974   | Morzine                | Frankreich       | Riesenslalom |
| 3. März 1974      | Voss                   | Norwegen         | Slalom       |
| 9. März 1974      | Vysoké Tatry           | Tschechoslowakei | Riesenslalom |
| 5. Dezember 1974  | Val-d’Isère            | Frankreich       | Riesenslalom |
| 18. Dezember 1974 | Madonna di Campiglio   | Italien          | Riesenslalom |
| 6. Januar 1975    | Garmisch-Partenkirchen | Deutschland      | Slalom       |
| 13. Januar 1975   | Adelboden              | Schweiz          | Riesenslalom |
| 19. Januar 1975   | Kitzbühel              | Österreich       | Slalom       |

### Italienische Meisterschaften
Insgesamt zehn Italienische Meistertitel:
- Slalom (5): 1975, 1976, 1979, 1980, 1982
- Riesenslalom (2): 1974, 1976
- Kombination (3): 1974, 1976, 1978